# نادي 27
نادي 27 هي عبارة عن قائمة تتألف في معظمها من الموسيقيين أو الفنانين أو الممثلين الذين لقوا حتفهم في عمر 27 عامًا. بدأت القائمة بعد موت الموسيقار برايان جونز (عام 1969) والذي سجل كأول «عضو» في النادي. تلاه الموسيقيون جيمي هندريكس (1970)، جانيس جوبلين (1970) وجيم موريسون (1971) في أوائل السبعينيات، ثم أضيف إليه كورت كوبين (1994)، ليصبح مفهوم «نادي 27» شائعا بين الجماهير. حيث تم الاستشهاد به عدة مرات منذ وفاة كوبين في عشرات المجلات الموسيقية والمتخصصة وكذلك في الصحف اليومية. ومع وفاة المغنية إيمي واينهاوس (عام 2011)، تم تسليط الضوء على النادي الي تلقى اهتمامًا منقطع النظير. تمت إضافة موسيقيين آخرين للنادي من حين لآخر، مثل الموسيقي روبرت جونسون.
تم تخصيص العديد من المعارض للنادي، بالإضافة إلى بيع للمنتجات التجارية، كما تم تناوله في العديد من الروايات والأفلام والمسرحيات. نشأت نظريات وتكهنات مختلفة حول أسباب الوفاة المبكرة والروابط التشاركية المحتملة. في المقابل دعت مصادر أخرى إلى أن تراكم وفيات الموسيقيين في سن 27 تعد خرافة أسطورية تستند إلى التصور الانتقائي.
يضم النادي في المجمل فنانين آخرين معروفين توفوا في هذا العصر. ومع ذلك، لا يدرجون ضمن الأعضاء الرئيسيين الأكثر تمثيلا للنادي.

## الموسيقيين الأكثر تمثيلا
| الصورة                                 | اسم           | تاريخ الوفاة   | العمر             | السبب الرسمي للوفاة                            | المهنة | مراجع                                      |
| -------------------------------------- | ------------- | -------------- | ----------------- | ---------------------------------------------- | --- | ------------------------------------------ |
|                                        | روبرت جونسون  | 16 أغسطس 1938  | 27 سنة و 100 يوم  | لم يتم توضيح سبب الوفاة                        | مغني يلوز أمريكي. | [ 1 ] [ 2 ] [ 3 ] [ 4 ] [ 5 ] [ 6 ] [ 7 ]  |
|                                        | برايان جونز   | 3 يوليو 1969   | 27 سنة و 125 يوما | غرق في حمام السباحة في منزله                   | مؤسس فرقة رولينج ستونز، عازف قيثار وعازف آلات موسيقية في الفرقة البريطانية. | [ 1 ] [ 2 ] [ 4 ] [ 5 ] [ 6 ] [ 7 ] [ 10 ] |
|                                        | جيمي هندريكس  | 18 سبتمبر 1970 | 27 سنة و295 يوما  | الاختناق بعد جرعة زائدة من المخدرات            | عازف قيثار، كاتب أغاني، ملحن ومغني أمريكي. | [ 1 ] [ 2 ] [ 4 ] [ 5 ] [ 6 ] [ 7 ] [ 10 ] |
| ملف:Janis Joplin in 1969 (cropped).png | جانيس جوبلين  | 4 أكتوبر 1970  | 27 سنة و 258 يوما | جرعة زائدة من الهيروين                         | مغنية ومؤلفة أغاني موسيقى الروك وبلوز أمريكية. كانت واحدة من أنجح نجوم موسيقى الروك شهرة في الستينيات، اشتهرت بصوتها القوي في طبقة الميزو سوبرانو                                        | [ 1 ] [ 2 ] [ 4 ] [ 5 ] [ 6 ] [ 7 ] [ 14 ] |
|                                        | جيم موريسون   | 3 يوليو 1971   | 27 سنة و207 يوم   | سكتة قلبية، لم يتم توضيح الظروف الدقيقة للوفاة | كان المغني ومؤلف الأغاني الرئيسي في فرقة ذ دورز الأمريكية. يعتبر واحدا من أكثر نجوم موسيقى الروك شهرة في الستينيات، اشتهر بصوته الباريتوني المميز وشخصيته البربرية، وعروضه الغير متوقعة. | [ 1 ] [ 2 ] [ 4 ] [ 5 ] [ 6 ] [ 10 ]       |
|                                        | كورت كوبين    | 5 أبريل 1994   | 27 سنة و44 يوما   | الانتحار بمسدس تحت تأثير المخدرات              | كان مغنيا ومؤلف أغاني وملحنا وعازف قيثار في فرقة موسيقي الروك الأمريكية الشهيرة نيرفانا التي ألف جميع أغانيها تقريبًا.                                                                    | [ 1 ] [ 2 ] [ 4 ] [ 5 ] [ 6 ] [ 7 ] [ 14 ] |
|                                        | إيمي واينهاوس | 5 يوليو 2011   | 27 سنة و232 يوما  | تسمم كحولي                                     | كانت مغنية ومؤلفة أغاني إنجليزية. اشتهرت بتسريحتها المبهرجة وخط كحلها المبالغ بالإضافة للونها الغنائي الظلامي العميق ومزجها لعدد من الأنواع الموسيقية، بما في ذلك السول والبلوز.         | [ 2 ] [ 4 ] [ 5 ] [ 6 ] [ 7 ] [ 10 ]       |

## الموسيقيين الأقل تمثيلا
| اسم                     | تاريخ الوفاة   | العمر              | السبب الرسمي للوفاة                                       | المهنة | مراجع                               |
| ----------------------- | -------------- | ------------------ | --------------------------------------------------------- | --- | ----------------------------------- |
| أليكساندر لافي          | 17 يناير 1892  | 27 سنة و68 يوما    | لم يتم توضيح سبب الوفاة                                   | كان ملحنًا وعازف بيانو وقائد فرقة موسيقية برازيلي.                                                                        | [ 1 ]                               |
| لويس شوفان              | 26 مارس 1908   | 27 سنة و13 يوما    | التهاب الدماغ والنخاع المنتثر                             | كان موسيقى راغاتايم أمريكي.                                                                                              | [ 1 ] [ 2 ]                         |
| نات جافي                | 5 أغسطس 1945   | 27 سنة و216 يوما   | مضاعفات ارتفاع ضغط الدم                                   | كان عازف بيانو وسوينغ جاز أمريكي.                                                                                        | [ 1 ]                               |
| جيسي بلفين              | 6 فبراير 1960  | 27 سنة و53 يوما    | تصادم سيارة                                               | كان مغني آر أند بي وعازف بيانو وكاتب أغاني أمريكي                                                                        | [ 1 ] [ 2 ] [ 4 ]                   |
| رودي لويس               | 23 أغسطس 1964  | 27 سنوات و271 يوما | جرعة زائدة من المخدرات                                    | مطرب فرقة ذي دريفترز | [ 5 ]                               |
| روكين روبن روبرتس       | 22 ديسمبر 1967 | 27 سنوات و29 يوما  | اصطدام سيارة                                              | كان مغنيا وعضو فرقة ذا فابيلوس ويلرز أمريكي                                                                              | [ 18 ]                              |
| مالكولم هيل             | 30 أكتوبر 1968 | 27 سنوات و166 يوما | التسمم (أحادي أكسيد الكربون)                              | العضو الأصلي وعازف الجيتار الرئيسي في فرقة سبانكي أند أور غانغ                                                           | [ 1 ] [ 4 ]                         |
| ديكي برايد              | 26 مارس 1969   | 27 سنوات و166 يوما | جرعة زائدة من المخدرات (الحبوب المنومة)                   | مغني الروك آند رول | [ 19 ]                              |
| ألكسندرا (مغنية)        | 31 يوليو 1969  | 27 سنة و73 يوما    | حادث مرور                                                 | كانت مغنية بوب ألمانية.                                                                                                  | [ 20 ] [ 21 ]                       |
| ألان ويلسون             | 3 سبتمبر 1970  | 27 سنة و61 يوما    | جرعة زائدة من العقاقير (الباربيتورات)، (فرضية الانتحار)   | كان ملحنًا وعازف قيثارة وقائد فرقة "كانيت هيت" الأمريكية.                                                                 | [ 1 ] [ 2 ] [ 4 ] [ 5 ] [ 6 ]       |
| أرليستر "دايك" كريستيان | 13 مارس 1971   | 27 سنة و273 يوما   | جريمة قتل                                                 | كان عازف باس والقائد والمغني الرئيسي لفرقة دايك أند ذي بليزرز الأمريكية.                                                 | [ 1 ]                               |
| ليندا جونز              | 14 مارس 1972   | 27 سنة و91 يوما    | مضاعفات مرض السكري                                        | كانت مطربة سول أمريكية.                                                                                                  | [ 22 ]                              |
| ليزلي هارفي             | 3 ماي 1972     | 27 سنة و233 يوما   | صعق كهربائي                                               | كان عازف جيتار لفرقة ستون ذي كروز وشقيق الموسيقي أليكس هارفي.                                                            | [ 2 ] [ 4 ] [ 6 ]                   |
| رون ماكرنان (بيغ بن)    | 8 مارس 1973    | 27 سنة و181 يوما   | نزيف الجهاز الهضمي المرتبط بإدمان الكحول                  | كان العضو المؤسس وعازف كيبورد ومغني فرقة غريتفول ديت الأمريكية.                                                          | [ 1 ] [ 2 ] [ 4 ] [ 5 ] [ 6 ] [ 7 ] |
| روجر لي دورهام          | 27 يوليو 1973  | 27 سنة و163 يوما   | السقوط من ظهر الحصان والوفاة نتيجة الإصابات               | كان مغنيا وضابط إيقاع في فرقة بلود ستون الأمريكية.                                                                       | [ 1 ] [ 4 ]                         |
| والاس "والي" جون        | 12 أغسطس 1974  | 27 سنة و212 يوما   | تحطم طائرة                                                | كان عازف الأرغن في فرقة تشاس الأمريكية.                                                                                  | [ 1 ]                               |
| دايفيد الكسندر          | 10 فبراير 1975 | 27 سنة و252 يوما   | وذمة الرئة                                                | كان عازف باس في فرقة ذا ستوجز الأمريكية.                                                                                 | [ 1 ] [ 2 ] [ 4 ] [ 5 ] [ 6 ]       |
| بيت هام                 | 24 أبريل 1975  | 27 سنة و68 يوما    | الانتحار شنقا                                             | كان عازف الات موسيقية وقائد ومغني فرقة "بد فينجر" الإنجليزية.                                                            | [ 1 ] [ 2 ] [ 4 ] [ 5 ] [ 6 ] [ 7 ] |
| غاري ثين                | 8 ديسمبر 1976  | 27 سنة و205 يوما   | جرعة زائدة من المخدرات (الهيروين)                         | كان عازف الجيتار السابق لفرقة يورايا هيب وفرقة كيف هارتلي.                                                               | [ 1 ] [ 2 ] [ 4 ] [ 5 ]             |
| سيسيليا                 | 2 أغسطس 1976   | 27 سنة و296 يوما   | حادث مرور                                                 | كانت مغنية إسبانية. | [ 23 ] [ 24 ]                       |
| هيلموت كولين            | 3 ماي 1977     | 27 سنة و62 يوما    | التسمم (بأحادي أكسيد الكربون)                             | كان عازف جيتار وعازف باس ومغني فرقة "تريوم فيرات".                                                                       | [ 1 ] [ 4 ]                         |
| كريس بيل                | 27 ديسمبر 1978 | 27 سنة و349 يوما   | حادث مرور                                                 | كان مغنيا وكاتب أغاني وعازف جيتار في فرقة البوب "بيغ ستار".                                                              | [ 1 ] [ 2 ] [ 4 ] [ 7 ]             |
| زينون دو فلور           | 17 يناير 1892  | 27 سنة و189 يوما   | حادث مرور والمضاعفات الطبية اللاحقة                       | كان عازف جيتار في فرقة "ذي كونت بيشوب".                                                                                  | [ 25 ] [ 26 ]                       |
| جاكوب ميلر              | 23 مارس 1980   | 27 سنة و324 يوما   | حادث مرور                                                 | كان مغني الريغي رئيسي في "فرقة إينر سايركل".                                                                             | [ 2 ] [ 5 ]                         |
| ماساكو ناتسومي          | 11 سبتمبر 1985 | 27 سنة و268 يوما   | لوكيميا نخاعية حادة                                       | كانت ممثلة يابانية. | [ 27 ] [ 28 ]                       |
| د. بون                  | 22 ديسمبر 1985 | 27 سنة و266 يوما   | حادث مرور                                                 | كان عازف الجيتار والمغني الرئيسي لفرقة "مينوت مان".                                                                      | [ 1 ] [ 2 ] [ 4 ] [ 6 ]             |
| ألكساندر باشلوف         | 17 فبراير 1988 | 27 سنة و266 يوما   | السقوط من ارتفاع شاهق (إحتمالية الانتحار)                 | كان شاعرا وكاتب أغاني وفنان روك.                                                                                         | [ 23 ]                              |
| جان ميشال باسكيات       | 12 أغسطس 1988  | 27 سنة و234 يوما   | جرعة زائدة من المخدرات                                    | كان رساما وفنانا في الكتابة على الجدران مع فرقة "غراي".                                                                  | [ 4 ] [ 5 ] [ 6 ]                   |
| بيت دي فريتاس           | 14 يونيو 1989  | 27 سنة و316 يوما   | حادث مرور بالدراجة النارية                                | كان عازف درامز في فرقة Echo & the Bunnymen.                                                                              | [ 1 ] [ 2 ] [ 4 ] [ 5 ]             |
| كريس أوستين             | 16 مارس 1991   | 27 سنة و20 يوما    | تحطم طائرة                                                | كان مغني موسيقى الريف الأمريكي وعازف جيتار / عازف كمان في فرقة Reba McEntire.                                            | [ 29 ]                              |
| ديميتار فويف            | 5 سبتمبر 1992  | 27 سنة و107 يوما   | مرض السرطان                                               | كان شاعر ومؤسس فرقة الموجة البلغارية الجديدة New Generation.                                                             | [ 30 ]                              |
| ميا زاباتا              | 7 يوليو 1993   | 27 سنة و316 يوما   | جريمة قتل                                                 | كانت المغنية الرئيسية لفرقة غيفتس.                                                                                       | [ 1 ] [ 2 ]                         |
| كريستين بفاف            | 16 يونيو 1994  | 27 سنة و21 يوما    | جرعة زائدة (هيروين)                                       | كانت عازفة غيتار البيس في فرقة هول وJanitor Joe.                                                                         | [ 1 ] [ 2 ] [ 4 ] [ 5 ] [ 6 ]       |
| ريتشي إدواردز           | 1 فبراير 1995  | 27 سنة و41 يوما    | اختفى فجأة وتم تسجيل وفاته غيابيا رسميا في 23 نوفمبر 2008 | كان عازف جيثار وكاتب أغاني وشاعر غنائي من المملكة المتحدة                                                                | [ 1 ] [ 4 ] [ 6 ]                   |
| ستريتش                  | 30 نوفمبر 1995 | 27 سنة و236 يوما   | جريمة قتل                                                 | كان مغني راب أمريكي في فرقة Manic Street Preachers.                                                                      | [ 22 ] [ 31 ]                       |
| فات بات                 | 3 فبراير 1998  | 27 سنة و61 يوما    | جريمة قتل                                                 | كان مغني الراب الأمريكي وعضوا في فرقة Screwed Up Click.                                                                  | [ 1 ] [ 2 ]                         |
| فريكي تاه               | 28 مارس 1999   | 27 سنة و318 يوما   | جريمة قتل                                                 | كان مغني الراب الأمريكي وعضو مجموعة الهيب هوب لوست بويز.                                                                 | [ 1 ]                               |
| كامي                    | 21 يونيو 1999  | 27 سنة و140 يوما   | الإصابة بنزف تحت العنكبوتية                               | كان عازف درامز في فرقة Malice Mizer اليابانية.                                                                           | [ 32 ]                              |
| رودريغو                 | 24 يونيو 2000  | 27 سنة و31 يوما    | حادث مرور بالسيارة                                        | كان مغني كوارتيتو أرجنتيني.                                                                                              | [ 23 ]                              |
| شون باتريك ماكابي       | 28 أغسطس 2000  | 27 سنة و289 يوما   | الاختناق                                                  | كان المغني الرئيسي لفرقة Ink & Dagger أمريكي.                                                                            | [ 1 ] [ 2 ] [ 4 ]                   |
| ماريا سيرانو سيرانو     | 24 نوفمبر 2001 | 27 سنة و363 يوما   | تحطم طائرة (Crossair Flight 3597)                         | كان مغني الخلفية لفرقة Passion Fruit (group).                                                                            | [ 1 ]                               |
| جيريمي وارد             | 25 نوفمبر 2006 | 27 سنة و297 يوما   | جرعة زائدة من الهيروين                                    | كان مهندس الصوت وموسيقي أمريكي في فرقتي ذا مارس فولتا ودي فاكتو.                                                         | [ 1 ] [ 2 ] [ 4 ]                   |
| دافور "موسكري" بوبيتش   | 25 نوفمبر 2006 | 27 سنة و274 يوما   | جرعة زائدة من المخدرات                                    | كان العضو والمغني الأصلي لفرقة برتي بي جي من بلغراد.                                                                     | [ 33 ]                              |
| براين أوتوسون           | 19 أبريل 2005  | 27 سنة و32 يوما    | جرعة زائدة من العقاقير المخدرة                            | عازف جيتار في فرقة هيد شارج الأمريكية.                                                                                   | [ 1 ] [ 2 ] [ 4 ]                   |
| فالونتين إليزالد        | 25 نوفمبر 2006 | 27 سنة و297 يوما   | قتل                                                       | كان مغني فرقة باندا المكسيكي.                                                                                            | [ 1 ]                               |
| داميان "دامو" موريس     | 19 ديسمبر 2007 | 27 سنة و211 يوما   | تصادم مروري (حافلة)                                       | كان عضوا في فرقة الموت الأسترالية ذا ريد شور.                                                                            | [ 34 ]                              |
| أوريش غرينستيد          | 20 أيريل 2008  | 27 سنة و323 يوما   | قصور كلوي                                                 | كان عضوا مؤسسا لمجموعة الأر أند بي 702.                                                                                  | [ 35 ]                              |
| إليزابيث أميريان'       | 12 فبراير 2009 | 27 سنة و23 يوما    | قتلت                                                      | كانت مغنية وكاتبة أغاني.                                                                                                 | [ 34 ]                              |
| جيد غودي                | 13 يوليو 2009  | 27 سنة و351 يوما   | سرطان عنق الرحم                                           | كانت شخصية إنجليزية لتلفزيون الواقع.                                                                                     | [ 36 ] [ 37 ]                       |
| داش سنو                 | 13 يوليو 2009  | 27 سنة و217 يوما   | جرعة زائدة من المخدرات                                    | كان مصورا وفنانا أمريكيا.                                                                                                | [ 38 ] [ 39 ]                       |
| لي لي تيمبو             | 14 سبتمبر 2009 | 27 سنة و68 يوما    | التهاب المعدة                                             | كانت مغنية بوب زامبية.                                                                                                   | [ 2 ]                               |
| نيت نيك                 | 6 أكتوبر 2009  | 27 سنة و217 يوما   | حادث سير                                                  | كان عازف باس في العديد من فرق الروك بانك.                                                                                | [ 34 ]                              |
| أشيك سبين               | 17 يناير 1892  | 27 سنة و290 يوما   | حادث سير                                                  | كان عضوا في فرقة البوب الماليزية سبين.                                                                                   | [ 40 ]                              |
| ريتشارد تيرنر           | 11 أغسطس 2011  | 27 سنة و12 يوما    | السكتة القلبية                                            | كان عازف بوق وعضوا في فرقة فرانلي فايرز الإنجليزية.                                                                      | [ 2 ]                               |
| نيكول بوغنر             | 6 يناير 2012   | 27 سنة و290 يوما   | مرض السرطان                                               | كانت مغنية فرقة فيجن أتلانتيس النمساوية.                                                                                 | [ 42 ]                              |
| صحرا دافنبورت'          | 1 أكتوبر 2012  | 27 سنة و289 يوما   | فشل القلب                                                 | كان دراغ كوين ومغني وشخصية تلفزيونية ومدرب رقص كلاسيكي.                                                                  | [ 43 ]                              |
| سوروش "لولوش" فرازماند  | 11 نوفمبر 2013 | 27 سنة و11 يوما    | قتل                                                       | كان عازف جيتار في الفرقة الإيرانية الأمريكية (الكلاب الصفراء).                                                           | [ 44 ]                              |
| سلادا غودراس            | 10 ديسمبر 2014 | 27 سنة و121 يوما   | حادثة سير                                                 | كانت مغنية بوب وممثلة بوسنية.                                                                                            | [ 45 ]                              |
| توماس لوي               | 2 فبراير 2016  | 27 سنة و70 يوما    | حادثة سير                                                 | كان عازف باس في فرقة فيولا بيتش الإنجليزية.                                                                              | [ 46 ]                              |
| توماس فيكيتي            | 31 ماي 2016    | 27 سنة و335 يوم    | مرض السرطان                                               | عازف قيثارة في فرقة سيرفر بلود.                                                                                          | [ 47 ]                              |
| أنتون يلشين             | 19 يونيو 2016  | 27 سنة و100 يوم    | اختناق عرضي حاد نتيجة حادث                                | كان ممثلا اشتهر بدور "بافيل تشيكوف" في سلسلة الخيال العلمي الأمريكية ستار تريك كما كان عازف قيثار في "فرقة ذا هامرهيدز". | [ 36 ] [ 49 ]                       |
| كيم جونغ هيون           | 18 ديسمبر 2017 | 27 سنة و254 يوما   | الإنتحار بواسطة التسمم (بأحادي أكسيد الكربون)             | كان القائد والمغني الرئيسي ومؤلف الأغاني في فرقة شايني الجنوب كورية.                                                     | [ 51 ] [ 52 ]                       |
| فريدو سانتانا           | 19 يناير 2018  | 27 سنة و199 يوما   | مرض قلبي وعائي وصرع                                       | مغني راب أمريكي. | [ 54 ]                              |
| تشا إن ها               | 3 ديسمبر 2019  | 27 سنة و141 يوما   | الإنتحار لأسباب مجهولة                                    | كان ممثلا ومغنيا عضوا في فرقة "سوربرايز يو" الجنوب كورية.                                                                | [ 56 ] [ 57 ] [ 58 ]                |